# Bill (Lied)
Bill ist ein Lied, das von Jerome Kern (Musik), P. G. Wodehouse und Oscar Hammerstein (Text) geschrieben und 1927 veröffentlicht wurde.

## Hintergrund

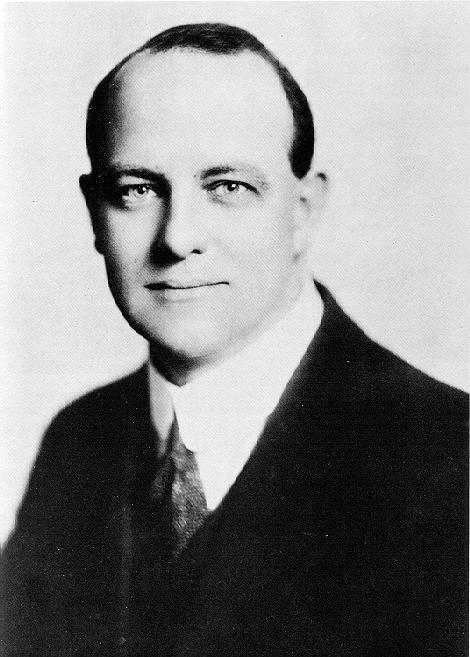
P. G. Wodehouse (1904)

Das Lied „Bill“ (in B-Dur, Form ABA'C) wurde von P.G. Wodehouse und Jerome Kern 1918 zunächst für das Theaterstück Oh, Lady, Lady! geschrieben, aber noch vor der ersten Aufführung herausgenommen. Vorgesehen war das Lied 1920 für Marilyn Miller in der Show Sally (1920), aber dann als unpassend verworfen. Schließlich fand es im Musical Show Boat Verwendung, wo es Helen Morgan vorstellte und danach für Victor aufnahm. Da das Team Kern, Wodehouse und Hammerstein die weiteren Lieder der Show geschrieben hatte, wurde letzterer als Urheber von „Bill“ aufgeführt, was Hammerstein jedoch bestritt.
Wodehouse’ Liedtext erzählt die Geschichte vom perfekten Liebhaber; einem Gott-ähnlichen Mann. Im Kontrast hierzu erzählt der Refrain, dass Bill ein ganz gewöhnlicher Junge sei (an ordinary boy). Kerns ergreifende Verwendung von Sexten am Beginn jedes A-Abschnitts und im abschließenden C-Abschnitt geben der ergreifenden Melodie die besondere Note von Pathos.

## Spätere Coverversionen
Der Diskograf Tom Lord listet im Bereich des Jazz insgesamt 78 (Stand 2015) Coverversionen, u. a. von Adrian Rollini, Artie Shaw, Ella Logan, Tommy Dorsey, Woody Herman, Helen Forrest, Louis Prima/Keely Smith, Georgie Auld, Frances Wayne/Neal Hefti, Oscar Peterson, Ralph Sharon, Margaret Whiting, Shorty Rogers, Ted Heath, Morgana King, Helen Humes, Kenny Dorham, Earl Hines und Cleo Laine. Das Lied fand auch Verwendung in mehreren Filmen, Helen Morgan sang ihn 1929 (Regie Harry A. Pollard, Arch Heath) und 1936 in den beiden Filmversionen von Show Boat. In der Version von 1951 (Mississippi-Melodie, Regie George Sidney) war Annette Warren Gesangsdouble für Ava Gardner, Gogi Grant doubelte Ann Blyth in der Filmbiografie The Helen Morgan Story (1957, Regie Michael Curtiz). 1967 hat Nana Mouskouri das Lied auf Deutsch gesungen.